# Дамский портной (фильм, 1990)
«Да́мский портно́й» — советская кинодрама режиссёра Леонида Горовца, снятая по мотивам одноимённой повести Александра Борщаговского в 1990 году.

## Сюжет
Киев, оккупированный немецко-фашистскими войсками осенью 1941 года. По улицам расклеены объявления:

Все жиды города Киева и его окрестностей должны явиться в понедельник 29 сентября 1941 года к 8 часам утра на угол Мельниковой и Доктеривской улиц (возле кладбищ).
Взять с собой документы и ценные вещи, а также тёплую одежду, бельё и пр.
Кто из жидов не выполнит распоряжение и будет найден в другом месте, будет расстрелян.
Кто из граждан проникнет в оставленные жидами квартиры и присвоит себе вещи, будет расстрелян.

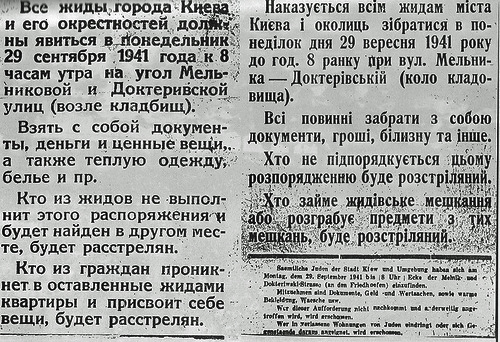
Объявление немецкого командования 1941 года

Семья дамского портного Исаака проводит последние дни, собирает свои пожитки, как они думают, в дорогу. Соседский дворник присматривает себе вещи, которые сможет присвоить себе после их отъезда. На жилплощадь претендуют новые люди.
Последние день и ночь из жизни еврейской семьи, расстрелянной фашистами в Бабьем Яру.

## В ролях
- Иннокентий Смоктуновский — Исаак, дамский портной
- Татьяна Васильева — Соня, дочь Исаака
- Елена Козелькова — Евдокия, беженка с Крещатика
- Неле Савиченко-Климене — Ирина (Иркэ), невестка-литовка с младенцем-сыном
- Алексей Зайцев — Антон Горбунов, дворник-надзиратель
- Елена Борзова — Настя
- Светлана Смирнова — Полина, беженка с сыном Алёшей
- Максим Шальнев — Алёша
- Ольга Високолян — Маша
- Мария Смоктуновская — Роза

### В эпизодах
- Виталий Чернышев
- Елена Константиновская
- Ида Семашко
- Раиса Грач
- Янкель Скляревский
- Лев Окрент
- Людмила Лобза
- Юрий Потёмкин
- Владимир Попков
- Сергей Кудейщиков
- Галина Долгозвяга
- Михаил Игнатов

## Съёмочная группа
- Автор сценария: Александр Борщаговский
- Режиссёр-постановщик: Леонид Горовец
- Главный оператор: Александр Яновский
- Художник-постановщик: Евгений Питэнин
- Композитор: Сергей Беринский
- Монтажёр: Наталья Акаемова
- Государственный симфонический оркестр кинематографии
  - Дирижёр — Сергей Скрипка
- Директор картины: Виталий Петлеванный

## Награды и премии
- 1991 — Кинопремия «Ника»
  - Лауреат в номинации Премия «Ника» за лучшую мужскую роль (Иннокентий Смоктуновский)[1][2]
- 1991 — МКФ авторского фильма (Сан-Ремо)
  - Приз в номинации «Лучшая мужская роль» (Иннокентий Смоктуновский)[2]